# 阿纳姆
阿纳姆 (荷蘭語：[ˈɑrnɛm] ⓘ或 [ˈɑrnɦɛm] ⓘ)，位於荷蘭東部，是海尔德兰省的首府，人口大约17万。阿纳姆是一个绿荫环抱、热闹繁华的现代都市，这里充满艺术和文化气息，被誉为欧洲时尚之都。阿纳姆是荷兰东部的交通枢纽，也是荷兰唯一拥有环保无轨电车的城市。1980年夏季残疾人奥林匹克运动会在荷兰阿纳姆举办。

## 歷史
阿纳姆的歷史可追溯至9世紀；1233年正式建立。1940年5月10日，阿纳姆被纳粹德国占领。1944年9月17日至9月25日，這座城市爆發了著名的阿纳姆战役；該戰役是市場花園行動的一部分，在這場戰役中，英國與波蘭的空降部隊始終無法奪取納粹德國控制的「阿纳姆大橋」，最後納粹德國在戰役中獲得決定性勝利，英軍空降部隊遭受大量損失並敗退。1977年該事件被拍成了電影《奪橋遺恨》。
戰後城市进行了迅速的重建，目前阿纳姆是纖維、鋼鐵業盛行的產業城市，同時也是一座十分注重城市綠化的城市，有花園城市美譽。城市的北郊為荷兰梵高国家森林公园。
1980年6月21日至6月30日，阿纳姆舉辦了1980年夏季帕拉林匹克運動會。

## 地標
- 漢恩應用科技大學
- 阿尔特兹艺术学院
- 荷兰露天博物馆
- 空降兵博物馆
- 皇家比赫尔斯动物园
- NOC*NSF
- 

## 交通
主要鐵路車站為阿納姆中央車站，啟用於1845年5月14日。現在的車站建築是第四代站房，由荷蘭建築師本·范·伯克爾設計，於2015年11月19日完工。此外，阿納姆有荷蘭唯一的無軌電車系統。

## 體育
- 維迪斯職業足球基金會（主場為加爾勒球場）

## 名人
- 亨德里克·洛伦兹：诺贝尔物理学奖获得者

## 友好城市
- 英国考文垂

## 外部連結
- 阿纳姆官方網站 （页面存档备份，存于） （荷兰文）（英文）（德文）